# NGC 4187
NGC 4187 est une vaste galaxie elliptique relativement éloignée et située dans la constellation des Chiens de chasse. NGC 4187 a été découverte par l'astronome germano-britannique William Herschel en 1789.

## Caractéristiques

### Distance
Sa vitesse par rapport au fond diffus cosmologique est de 9 410 ± 13 km/s, ce qui correspond à une distance de Hubble de 138,8 ± 9,7 Mpc (∼453 millions d'al).
À ce jour, deux mesures non basées sur le décalage vers le rouge (redshift) donnent une distance de 114,500 ± 14,849 Mpc (∼373 millions d'al), ce qui est de justesse à l'intérieur des valeurs de la distance de Hubble. Notons cependant que c'est avec la valeur moyenne des mesures indépendantes, lorsqu'elles existent, que la base de données NASA/IPAC calcule le diamètre d'une galaxie et qu'en conséquence le diamètre de NGC 4187 pourrait être d'environ 68,6 kpc (∼224 000 al) si on utilisait la distance de Hubble pour le calculer.

### Radiogalaxie
NGC 4187 est une radiogalaxie à spectre continu (Flat-Spectrum Radio Source).

### Galaxie active et blazar
Selon la base de données Simbad, NGC 4187 est une galaxie active contenant un blazar.